# سد زاینده‌رود
سد زاینده‌رود‌ اصفهان (با نام پیشین: سد شاه عباس کبیر) تنها سد بتنی است که بر روی رودخانه زاینده‌رود ساخته شده‌است. این سد که در سال ۱۳۴۹ مورد بهره‌برداری قرار گرفت، در فاصلهٔ ۱۱۰ کیلومتری غرب اصفهان در شهرستان چادگان  احداث شده‌است. بیشینهٔ حجم مخزن، ۱٬۴۷۰ میلیون متر مکعب و حجم مفید آن ۱٬۰۹۰ میلیون مترمکعب و همچنین مساحت دریاچهٔ سد، ۵۴ کیلومتر مربع در تراز حداکثر می‌باشد. اهداف ساخت سد زاینده‌رود عبارت از تولید سالیانه ۲۵۰ میلیون کیلووات ساعت انرژی برق‌آبی، کنترل سیلاب‌های فصلی، تنظیم آب کشاورزی مورد نیاز ۱۰۰ هزار هکتار از اراضی کشاورزی پایین دست می‌باشد.

## تاریخچه
سد تنظیمی زاینده‌رود در ۴ کیلومتری پایین دست سد زاینده‌رود، به منظور ذخیره و تنظیم آب خروجی از سد برای مصارف مختلف حاشیهٔ زاینده‌رود در سال ۱۳۵۰ ه‍.ش توسط شرکت‌های فرانسوی سوگرا، کامپنون برنارد و بیار طراحی و اجرا شده‌است. مراحل طی شده در طول حیات این سد و نیروگاه به شرح زیر می‌باشد:
- سال ۱۳۳۳: احداث تونل اول کوهرنگ بر روی رودخانهٔ آب کوهرنگ و انتقال جریان آن از سمت رودخانه کارون به رودخانهٔ زاینده‌رود
- سال ۱۳۴۲: آغاز مطالعات سیستماتیک سد مخزنی و نیروگاه زاینده‌رود توسط شرکت سوگراه
- سال ۱۳۴۵: واگذاری عملیات اجرایی سد مخزنی، نیروگاه و سد تنظیمی زاینده‌رود به گروه شرکت‌های فرانسوی
- سال ۱۳۴۶: آغاز عملیات بتن‌ریزی بدنه سد.
- سال ۱۳۴۸: نخستین مرحلهٔ آبگیری سد مخزنی زاینده‌رود
- سال ۱۳۶۶: بهره‌برداری از طرح انتقال اب تونل دوم کوهرنگ چهارمحال و بختیاری (سرچشمه رودخانه کارون)؛
- سال ۱۳۷۰: اخذ پیشنهاد برای خرید تجهیزات نیروگاهی از طرف شرکت سهامی آب منطقه‌ای اصفهان
- سال ۱۳۷۲: عدم تأیید احداث نیروگاه سد تنظیمی زاینده‌رود در وزارت نیرو به دلیل در اولویت نبودن نیروگاه‌های برق آبی کوچک
- سال ۱۳۷۵: واگذاری مطالعهٔ نیروگاه سد تنظیمی زاینده‌رود در قالب پروژه‌های نیروگاه‌های برق آبی کوچک به قدس نیرو
- سال ۱۳۸۰: واگذاری مطالعات مرحلهٔ اول و دوم نیروگاه آبی سد تنظیمی زاینده‌رود به شرکت مشانیر؛
- سال ۱۳۸۲: اتمام مطالعات مرحلهٔ اول و آغاز مطالعات مرحلهٔ دوم

## اهداف
- منظور تولید انرژی برق‌آبی از پتانسیل آبی موجود در سد تنظیمی زاینده‌رود، در شرکت توسعهٔ منابع آب و نیروی ایران مطالعات مرحلهٔ اول و دوم احداث نیروگاه سد تنظیمی زاینده‌رود توسط شرکت مهندسان مشاور مشانیر انجام پذیرفت؛[۵][۶]
- بهره‌برداری از انرژی ۱٬۴۰۰ میلیون متر مکعب جریان سالیانه که در حال حاضر از سد تنظیمی زاینده رود عبور می‌کند و در آینده بیشتر می‌شود؛[۵]
- گسترش فناوری طراحی و ساخت نیروگاه‌های آبی کوچک در کشور؛[۵]
- جایگزینی انرژی پاک برق آبی به‌جای انرژی‌های آلاینده و تجدید ناپذیر؛ و[۵]
- اشتغال‌زایی.[۵]

## مشخصات نیروگاه
| نوع نیروگاه       | جریانی روزمینی    |
| تعداد واحد        | ۲ واحد            |
| قدرت نصب          | ۴/۲۵×۲ مگاوات     |
| هد طراحی          | ۸ متر             |
| دبی طراحی هر واحد | ۶۳ متر مکعب/ثانیه |
| نوع توربین        | پیت               |
| دور توربین        | rpm ۱۲۴/۵         |
| ظرفیت هر ژنراتور  | ۵ مگاولت‌آمپر      |
| ولتاژ هر ژنراتور  | ۶/۳ کیلوولت       |
| دور ژنراتور       | rpm ۷۵۰           |
| پانویس            |                   |

## حجم ورودی سد

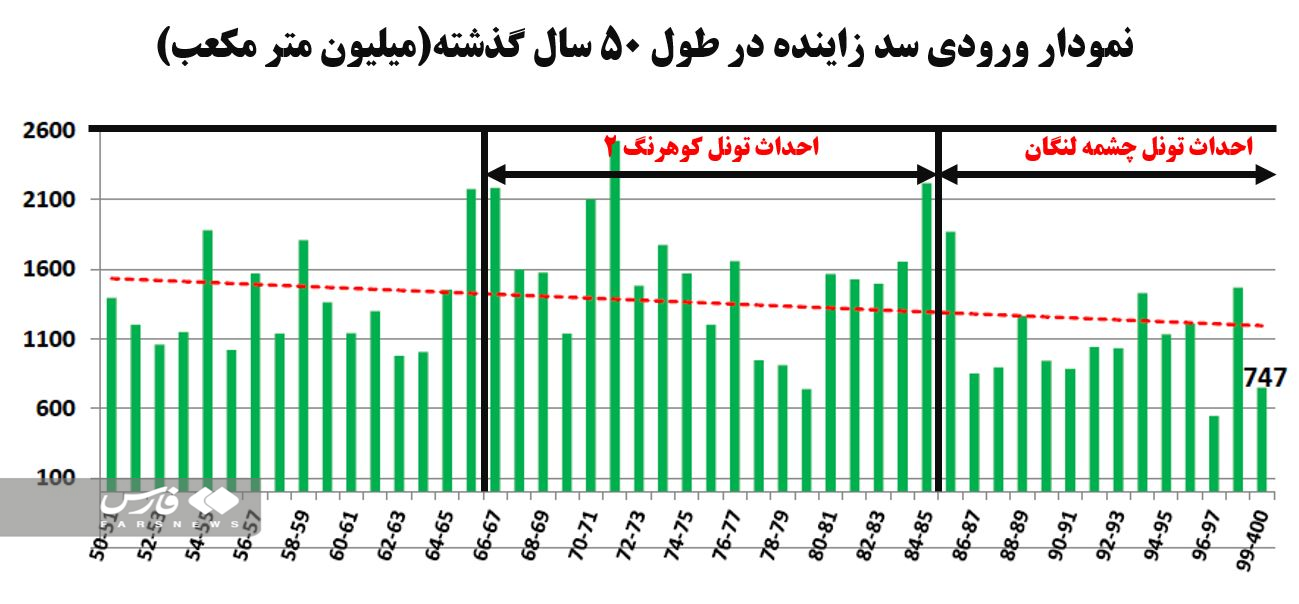

بر اساس نمودار انتقال آب ورودی به سد زاینده رود در گذر زمان با وجود پروژه‌های انتقال آب همواره روند کاهشی نشان داده‌است.
در واقع «انتقال آب در میان مدت تأثیری در آب ورودی به سد زاینده رود نداشته‌است. برای مثال در دهه ۶۰ پس از احداث تونل انتقال آب کوهرنگ دوم به آورد آبی ۲۲۴ میلیون متر مکعب در طول هر سال شاهد تغییر محسوسی در روند آب ورودی به سد زاینده رود نبودیم و پس از مدتی میزان آب انتقال یافته کمتر از شرایط قبل از احداث تونل بوده‌است.
این مسئله در تونل انتقال آب چشمه لنگان که در دهه ۸۰ به آورد آبی ۱۲۰ میلیون متر مکعب احداث شد نیز با شدت بیشتری دیده می‌شود و شرایط آورد آبی سد زاینده در بالادست حوضه آبریز پس از این انتقال تغییر محسوسی پیدا نمی‌کند.
با توجه به موارد ذکر شده به‌طور خلاصه می‌توان گفت در شرایط مشابه بارندگی پیش و پس از احداث تونل‌های انتقال آب میزان آورد آبی رسیده به سد زاینده رود به عنوان آب ورودی هیچ تطبیقی با عدد عنوان شده انتقال آب ندارد.
این مسئله ارتباطی با میزان بارندگی این منطقه نیز ندارد، در سال آبی ۱۳۷۵–۱۳۷۶ میزان بارندگی ثبت شده در بالادست زاینده رود معادل ۱۰۷۱ میلیمتر به ثبت رسیده‌است. این میزان بارش به‌طور متوسط در سال آبی ۱۳۸۷–۱۳۸۸ نیز با ثبت آمار ۱۰۹۴ میلیمتر تکرار شد.
در شرایطی که تصور می‌شود به دلیل حضور تونل انتقال آب چشمه لنگان طبیعتاً میزان آورد آبی سد زاینده رود در سال ۱۳۸۷–۱۳۸۸ معادل ۱۲۰ میلیون متر مکعب بیشتر باشد اما مشاهده آمار بیانگر آن است که میزان آب ورودی به سد در سال آبی ۱۳۷۵–۱۳۷۶ برابر ۱۲۵۰ میلیون متر مکعب و در سال آبی ۱۳۸۷–۱۳۸۸ برابر ۸۱۰ میلیون متر مکعب بوده‌است.
به عبارت دیگر آورد آبی با اضافه شدن تونل انتقال آب نه تنها بیشتر نشده‌است بلکه ۴۴۰ میلیون متر مکعب نیز کاهش یافته‌است.
این پدیده در زمان احداث تونل کوهرنگ دوم نیز اتفاق افتاده‌است. بر این مبنا در سال آبی ۱۳۵۱–۱۳۵۲ بدون وجود تونل انتقال آب کوهرنگ ۲، ثبت بارش ۱۳۰۳ میلیمتری در بالادست زمینه آورد آبی ۱۱۵۰ میلیون متر مکعبی را برای سد زاینده رود به وجود آورد. همین میزان آمار بارش معادل ۱۳۰۷ میلی‌متر پس از احداث تونل کوهرنگ ۲ در سال ۱۳۶۷–۱۳۶۶ تنها آورد آبی ۱۲۵۰ میلیون متر مکعبی را با وجود افزایش بارندگی ایجاد کرد.
این افزایش ۱۰۰ میلیون متر مکعبی در شرایط اتفاق افتاده‌است که آورد آبی تونل کوهرنگ ۲۵۰ میلیون متر مکعب بوده و به عبارت دیگر سرنوشت ۱۵۰ میلیون متر مکعب آب انتقالی معادل ۶۰ درصد این میزان مشخص نیست.»

## موجودات آبزی و غیر آبزی سد زاینده رود
1. کپور
2. شیرماهی
3. ساردین
4. فیتوفاک
5. قزل‌آلا
6. خرچنگ
7. مار
8. شغال
9. خرگوش
10. روباه
11. عقرب
12. انواع پرندگان آبزی و شکاری
13. گرگ